# Лукашенко, Виктор Александрович
Ви́ктор Алекса́ндрович Лукаше́нко (бел. Ві́ктар Алякса́ндаравіч Лукашэ́нка; род. 28 ноября 1975, Могилёв) — старший сын президента Республики Беларусь Александра Лукашенко. Помощник президента Республики Беларусь по национальной безопасности (2005—2021), член Совета Безопасности Республики Беларусь. Президент Национального олимпийского комитета Республики Беларусь (с 26 февраля 2021 года). Генерал-майор запаса (2021).

## Биография
Виктор Александрович Лукашенко родился 28 ноября 1975 года в семье Александра Григорьевича Лукашенко и Галины Родионовны Лукашенко в городе Могилёве. Служил в спецподразделении (ОСАМ) пограничных войск в Минске в звании капитана. Был удостоен медали «За отличие в охране государственной границы».
С 1993 по 1998 год обучался на факультете международных отношений Белорусского государственного университета. В 1994 году ездил в Германию по студенческому обмену.
В 1998 году работал третьим секретарем в отделе Западной Европы Министерства иностранных дел Республики Беларусь.
С 1998 по 2001 год проходил службу в Пограничных войсках Республики Беларусь.
С 2001 по 2003 год — советник в отделе Западной Европы Министерства иностранных дел Республики Беларусь.
С 2003 по 2005 год — начальник отдела внешнеэкономических связей УП «НИИ средств автоматизации» (головное предприятие государственного научно-производственного объединения «Агат»).
С 2005 по 2021 года занимал должность помощника Президента Республики Беларусь по национальной безопасности.
С 5 января 2007 года является членом Совета безопасности Республики Беларусь.
Виктор считается связанным с белорусским бизнесменом Александром Зайцевым, который ранее работал его помощником. Зайцев является председателем совета директоров компании «Бремино групп», для которой была создана особая экономическая зона в Орше в 2018 году.

С 15 апреля 2019 года — и. о. первого вице-президента Национального олимпийского комитета Республики Беларусь, затем был утверждён как первый вице-президент НОК РБ.
С 26 февраля 2021 года — президент Национального олимпийского комитета Республики Беларусь. 1 марта 2021 года присвоено воинское звание генерал-майор запаса.

## Санкции ЕС и других стран
Виктор Лукашенко становился субъектом запрета на поездки и замораживания активов Европейским союзом как часть списка белорусских чиновников, ответственных за политические репрессии, подтасовку результатов голосования и пропаганду после президентских выборов 2010 года. В соответствии с решением Европейского совета от 15 октября 2012 года, в качестве ключевого члена Совета безопасности Лукашенко сыграл «ключевую роль в репрессивных мерах, направленных против демократической оппозиции и гражданского общества, в частности, при разгоне демонстрации 19 декабря 2010 года». Европейские санкции были сняты 15 февраля 2016 года.
6 ноября 2020 года против него, равно как ряда иных официальных лиц Беларуси, включая Александра Лукашенко, вновь введены персональные санкции Европейского союза. В соответствии с решением Европейского совета в должности советника президента по национальной безопасности и члена Совета безопасности, а также занимая неформальную руководящую должность над силами безопасности Беларуси, Лукашенко «несёт ответственность за кампанию репрессий и запугивания, проводимую государственным аппаратом в свете президентских выборов 2020 года, в частности с произвольными арестами и жестоким обращением, включая пытки мирных демонстрантов, а также с запугиванием и насилием в отношении журналистов».
В свою очередь осенью 2020 года Канада, Великобритания, Швейцария внесли Лукашенко в свои «чёрные списки». 20 ноября к пакету санкций ЕС присоединились Албания, Исландия, Лихтенштейн, Норвегия, Северная Македония, Черногория и Украина.
Также Лукашенко находится в санкционном списке специально обозначенных граждан и заблокированных лиц США за «официальное оправдание политических репрессий и фальсификаций на выборах».
В декабре 2020 года Исполнительный комитет Международного олимпийского комитета (МОК) решил отстранить от всех мероприятий МОК до дальнейшего уведомления всех членов Национального олимпийского комитета Республики Беларусь, включая Виктора Лукашенко.
В октябре 2020 года жена Виктора Лукашенко Лилия была упомянута в официальном журнале ЕС при введении санкций против «Dana Holdings», компании, связанной с сербскими бизнесменами Бояном и Небойшей Каричами, занимающейся бизнесом через офшорную зону Кипра. 21 июня 2021 года Лилия Лукашенко внесена в санкционный список ЕС.
25 марта 2022 года Виктор Лукашенко попал под санкции Австралии, за «стратегическую поддержку России и её вооруженным силам в нападении на суверенитет и территориальную целостность Украины». Ранее в том же месяце санкции против него ввела Япония. В ноябре к санкциям против Виктора Лукашенко присоединилась Новая Зеландия.

## Братья
- Дмитрий (род. 23 марта 1980)
- Николай (род. 31 августа 2004, вне брака)

## Личная жизнь
- Жена — Лилия (в девичестве Сомова). Родилась в деревне Рыжковичи Шкловского района Могилевской области, окончила Минский педагогический университет. Вышла замуж за Виктора Лукашенко во время учёбы[32].
- Дочь — Виктория Лукашенко (род. 1998). В 2008 году Виктория Лукашенко сыграла одну из главных ролей в белорусской ленте «На спине у чёрного кота»[33], в 2010 году снялась в российском сериале «Гадание при свечах» (сыграла роль героини-гадалки в детстве)[34]. В 2021 году Виктория Лукашенко вышла замуж. По данным «Бюро», Виктория (в замужестве — Дятлова) в 2022 году оформила отпуск по беременности и родам, а затем ушла в декрет. В феврале 2024 года она заняла должность второго секретаря в Министерстве иностранных дел Республики Беларусь[35].
- Сын — Александр Лукашенко (род. 13 сентября 2004).
- Дочь — Валерия Лукашенко (род. 22 июля 2009)[36].
- Сын — Ярослав Лукашенко (род. 21 августа 2013)[37].

## Награды
- Медаль «80 лет пограничных войск»
- Медаль «За отличие в охране государственной границы»[38]
- Знаки «Отличник погранвойск» I и II степени